# Ida Conrath
Ida Conrath (* 3. Dezember 1902 in Völkenroth; † 3. Juli 1965 ebenda) war eine deutsche Schriftstellerin und Mundartdichterin.

## Leben
Ida Conrath wurde als viertes Kind eines Volksschullehrers in Völkenroth im Hunsrück geboren. Nach der Versetzung ihres Vaters in den hohen Westerwald bekam sie gesundheitliche Probleme, wohl wegen des dortigen Klimas. Deshalb wuchs sie ab 1906 bei ihrem Großvater, einem Förster, in Völkenroth auf. Das vom Großvater und von ihrer Tante geplante Studium konnte wegen einer Hüftgelenksentzündung im Alter von 10 Jahren nicht in Betracht gezogen werden. Nach dem Tod der Mutter 1918 führte sie weiter den Haushalt des Großvaters. Nachdem die Inflation das Familienvermögen vernichtet hatte, besuchte Ida Conrath 1923/24 die Dr. Zimmermannsche Privat-Handelsschule in Koblenz. Damit schuf sie sich die Grundlage für ihre folgende berufliche Tätigkeit bei verschiedenen kaufmännischen und behördlichen Stellen.
Ihre ersten Gedichte schrieb Ida Conrath schon mit 12 Jahren. Mit der Mundartdichtung begann sie erst 1948. Einige Scherzgedichte bei kleinen Festen gefielen so gut, dass sie angespornt wurde in Mundart zu schreiben und ihre Gedichte zu veröffentlichen.

## Werke
- Das Missverständnis
- De Perer unn de Friehling
- Ebbes for nohzedenke[3]
- En Oma is de Zaun ums Haus
- Erwesse unn Sauerkraut
- Es Grumbeerekönigreich[4]
- Rot im Mai
- Wann de Kerschbaam blieht